# 사브리나 우아자니
사브리나 우아자니(Sabrina Ouazani, 1988년 12월 6일 ~ )는 프랑스의 배우, 영화 감독이다.

## 작품 목록

### 영화 출연
- 게임스 오브 러브 앤 찬스 (2003)
- 파리의 연인들 (2006)
- 생선 쿠스쿠스 (2007)
- 나는 누군가를 기다린다 (2007)
- 아라비안 나이트 (2007)
- 사랑을 부르는, 파리 (2008)
- 아임 글래드 댓 마이 마더 이즈 얼라이브 (2009)
- 신과 인간 (2010)
- 반짝이는 모든 것 (2010)
- 돔 후안스 스트리트 (2010)
- 볼르 꼼므 언 빠삐용 (2012)
- 인샬라 (2012)
- 투캅스 인 파리 (2012)
- 팻 바텀드 걸스 룰 더 월드 (2012)
- 모하메드 두보이스 (2013)
- 아무도 머물지 않았다 (2013)
- 메이 알라 블레스 프랑스! (2014)
- 오란에서 온 남자 (2014)
- 전쟁에 지쳐 (2014)
- 안티갱 스쿼드 (2015)
- 파타야 : 얼간이들의 파타야 축제 (2016)
- 아웃사이더 (2016)
- 토릴 (2016)
- 파리의 밤이 열리면 (2016)
- 스포일드 포 초이스 (2017)
- 사하라 (2017) - 목소리
- 택시 5 (2018)
- 브레이크 (2018)
- 클로즈 에너미 (2018)
- 싸커 퀸즈 (2019)
- 쿵푸 조라: 남편 때려잡기 (2021)

### 영화 연출
- On va manquer ! (2018) - 단편